# Família Safra
Os Safra são uma  proeminente família de ascendência judaico-libanesa com origem mais remotas na Síria. Ela está fortemente associada ao setor bancário, mais especificamente ao Banco Safra.  Os principais membros do clã são oriundos do banqueiro Jacob Safra, responsável pela imigração e estabelecimento da família no Brasil. Em seu primeiro casamento, com Esther Teira, Jacob teve nove filhos. Da segunda união, com Marie Dwek, não houve descendentes. Em 2023, os Safra tornaram-se a família mais rica do Brasil e a centésima mais rica do mundo.
Os Safra são conhecidos por sua discrição, e mantém seus registros em árabe antigo, língua conhecida apenas por parte da comunidade sefardita, no Oriente Médio.

## História

### Império Otomano e Líbano
A família Safra enriqueceu durante o século XIX quando em 1800, em Alepo a família atuava trocando dinheiro vindo da África, Ásia e Europa. Depois, em 1840, a família cria o banco Safra Frères et Cie. passa a financiar caravanas de camelo de comerciantes que atuavam no Oriente Médio. O banco fez tanto sucesso que eles passaram a operar em Alexandria e Istambul. Em 1914, a pedido de seu tio, Erza, Jacob Safra fundou uma filial do banco em Beirute, no Líbano. A família se tornou muito proeminente na região, mas com a queda do Império Otomano, o comércio em Alepo caiu drasticamente, e a família se mudou para Beirute. Em 1929, Jacob rompeu com sua família e criou o Banco Jacob E. Safra. O banco se tornou o mais usado entre os comerciantes sefarditas, que negociavam na área que se estende da Síria ao Iraque. Seu sucesso se deu principalmente por usar o árabe antigo nos registros formais bancários, que era falada apenas entre sefarditas de classe alta. Assim, o seu banco possuía uma camada extra de proteção, já que se os registros fossem roubados, eles não poderiam ser entendidos.

### Mudança para o Brasil
Após a criação do estado de Israel em 1948, os judeus passaram a ser perseguidos na região. Em 1949, a família se mudou para Milão, na Itália, e Jacob deixou seu banco nas mãos de Nassim Eliau Sassoon. Em 1952 Jacob se mudou para São Paulo, no Brasil. Lá, em 1955, criou o Banco Safra SA, que administrava o dinheiro de outros judeus. Em 1956, Edmond Safra saiu do Banco Safra e criou o Trade Development Bank, em Genebra, na Suíça. A comunidade judaica no Brasil temia que o governo pudesse se voltar contra eles, assim como aconteceu na Alemanha e no Oriente Médio. Por isso, com a criação do banco na Suíça, o dinheiro de seus clientes estaria a salvo.

### Saída de Edmond Safra
Em 1963, após a morte de Jacob, Edmond, Joseph e Moise passaram a ter divergências sobre como gerir o patrimônio da família. Jacob e Moise queriam expandir o Safra SA para o mercado privado e corporativo, enquanto Edmond queria criar outro banco. Em 1964, Edmond vendeu suas ações do Safra SA para seus irmãos, 50% para cada.
Em 1966, Edmond criou o Republic National Bank of New York, que em 1980 já era o terceiro maior banco de Nova Iorque. O banco fez tanto sucesso que expandiu para o Canadá, Londres, Luxemburgo e Mônaco. Porém, nos anos 80, Edmond foi forçado a vender o Trade Development Bank para o  American Express por US$ 650 milhões devido à Crise da dívida externa latino-americana. Anos depois, o American Express se recusou a revender o banco para Edmond, que criou um banco concorrente ao Trade Development Bank. O American Express criou uma campanha de difamação contra os Safra, mas acabou pedindo desculpas e pagando US$ 8 milhões para uma instituição de caridade da escolha de Edmond. Em 1999, Edmond vendeu o Republic National Bank of New York para HSBC Holdings Plc por US$ 10 bilhões.

### Crescimento do Grupo Safra
Em 1998, o Grupo Safra, junto com a BellSouth e o Grupo Oesp, criaram a BCP, que deveria servir como uma empresa-espelho para concorrer com as grandes empresas de telecomunicação durante o processo de privatização da Telebrás. Ela foi uma das primeiras empresas de telecomunicação privadas do Brasil, mas faliu em 2003 e foi vendida para a Telmex.
Em 2006, Moise vendeu sua parte do Banco Safra para Joseph. Em 2009, o Grupo Safra foi afetado pelo escândalo financeiro de Bernie Madoff. Em 2011, o grupo adquiriu o Banco Sarasin por US$ 2,1 bilhões. Assim, a família Safra passou a controlar US$ 196 bilhões. Em 2019, Alberto Safra se desligou da família para criar o  ASA Investments. Em 2014, o Grupo Cutrale e o Grupo Safra adquiriram a Chiquita Brands International Inc por US$ 682 milhões.
Em 2020, quando Joseph morreu, ele já era o segundo homem mais rico do Brasil. Vicky Safra e seus filhos herdaram o Banco Safra e outras posses, e em 2023 a família se tornou a mais rica do Brasil e a centésima mais rica do mundo. Porém, ainda em 2023, Alberto Safra abriu uma ação na Superma Corte do Estado de Nova Iorque contra sua mãe e dois irmãos, acusando-os de ter diminuido sua participação na holding Safra National Bank, com o objetivo de expulsá-lo do império da família. A família alega que Alberto "atentou contra o pai em vida" e agora "em memória". Ele teria recebido a herança de Joseph e, entre outras coisas, criado um banco concorrente do Safra, contratando vários executivos do grupo. Em julho de 2024, a família anunciou a resolução do conflito, onde Alberto  “se desinvestirá de seus interesses no Grupo J. Safra e perseguirá seus interesses empresariais através da ASA”. A família anunciou estar satisfeita com o resultado.

## Filantropia
A família Safra é conhecida por sua filantropia. Atualmente, ela é gerida por Vicky Safra, pela Fundação Filantrópica de Vicky e Joseph Safra. A família é uma das principais doadoras para os hospitais Albert Einstein e Sírio-Libanês, construiram diversas sinagogas em São Paulo e contribuíram para a causa judia e doaram esculturas de Auguste Rodin para museus brasileiros.

## Descendentes
Descendentes oriundos do primeiro casamento de Jacob Safra:
| JACOB                   | Cônjuge                  | FILHOS                   | Cônjuge                   | NETOS | Cônjuge                                                                             |
| ----------------------- | ------------------------ | ------------------------ | ------------------------- | --- | ----------------------------------------------------------------------------------- |
| Jacob Safra (1891-1963) | Esther Teira (1900-1943) | Elie Safra (1922-1993)   | Yvette Dabbah (1927-2006) | Jacqui Safra Diane Safra Stela Safra Patricia Safra | Jean Doumanian Oded Henin Joe Kattan —                                              |
| Jacob Safra (1891-1963) | Esther Teira (1900-1943) | Paulette Safra           | —                         | — | —                                                                                   |
| Jacob Safra (1891-1963) | Esther Teira (1900-1943) | Cecilia Cinel Safra      | Rahmo Hendricks (?—2003)  | Jacques Cinel Safra Hendricks Camille Cinel Safra Hendricks Pedro Henrique L. Cinel Safra Hendricks Paul Cinel Safra Hendricks                                                   |                                                                                     |
| Jacob Safra (1891-1963) | Esther Teira (1900-1943) | Edmond Safra (1932-1999) | Lily Watkins              | Arthur Safra Duscov |                                                                                     |
| Jacob Safra (1891-1963) | Esther Teira (1900-1943) | Arlette Safra            | David Hazan               | Sheila Hazan Jacqueline Hazan Breno Reinnert Hazan Safra Guilherme Reinnert Hazan Safra Rafaela Reinnert Hazan Safra Stella Hazan Carolina Schimidt Hazan Michael Schimidt Hazan | Sony Jamouss Jacques Diwan Roger Elimelech                                          |
| Jacob Safra (1891-1963) | Esther Teira (1900-1943) | Moise Safra (1935-2014)  | Chella Cohen Safra        | Jacob Safra Ezra Safra Esther Safra Edmond Safra Olga Safra | Shari Finkelstein Alesandra Deweik Claudio Szajman Marielle Nahmad Mauricio Levitin |
| Jacob Safra (1891-1963) | Esther Teira (1900-1943) | Hugette Safra            | Ralph Michaan             | Charles Michaan Jacques Michaan Isaac Michaan Mauricio Michaan Alberto Michaan Edmondo Michaan                                                                                   | —                                                                                   |
| Jacob Safra (1891-1963) | Esther Teira (1900-1943) | Gaby Safra               | Elliot Safra              | Joseph Richard Safra Jacques Safra | Sarah Maslaton Mara Schubert                                                        |
| Jacob Safra (1891-1963) | Esther Teira (1900-1943) | Joseph Safra (1938-2020) | Vicky Sarfati             | Jacob Safra Esther Safra Alberto Safra David Safra | Michele Kamkhaji Carlos Moshe Dayan Maggy Candi Tammy Kattan                        |